# Mason Gaffney
Mason Gaffney (geboren am 18. Oktober 1923; gestorben 16. Juli 2020) war ein US-amerikanischer Ökonom, der insbesondere zum Georgismus forschte.

## Leben
Im Jahr 1937 kam Gaffney erstmals mit den Lehren Henry Georges in Kontakt. Er las Georges bekanntestes Werk Fortschritt und Armut (Progress and Poverty) bereits auf der High School und entschloss sich, in Harvard Ökonomie zu studieren. Er musste sein Studium abbrechen, um im Zweiten Weltkrieg bei den Pacific Ocean Areas zu dienen. Er entschloss sich, nicht nach Harvard zurückzugehen und erhielt seinen B.A. im Jahr 1948 vom Reed College in Portland, Oregon. Im Jahr 1955 erhielt er einen Ph.D. in Ökonomie von der University of California, Berkeley. Seine Dissertation trug den Titel „Land Speculation as an Obstacle to Ideal Allocation of Land“. Gaffney wechselte 1976 als Professor zur University of California, Riverside, ab 1978 als Inhaber des Lehrstuhls für Ökonomie. Er war verheiratet und hatte sechs Kinder.

## Werk
Gaffney arbeitete insbesondere aus der Perspektive des Georgismus zur Rolle der Bodenrente. Er kritisiert die neoklassische Ökonomik dafür, dass sie in ihrer Produktions- und Verteilungstheorie die Rolle der Rente und des Bodeneigentums verschleiere, weil diese mit Zinsen und Kapitaleigentum vermischt würden. Gaffney wirbt hingegen für die Möglichkeit, die Bodenrente mittels Grundsteuer (Bodenwertsteuer, land value tax) abzuschöpfen und so die öffentlichen Ausgaben zu finanzieren, insbesondere staatliche Investitionen. Hierfür führte er an, dass nach einer Restrukturierung des Steuersystems und der Reduktion der Steuern auf Löhne und Gewinne trotzdem genug Einnahmen zur Verfügung stünden. In einer Festschrift für Gaffney stellen Fred Harrison und Dirk Löhr heraus, er habe die v. a. im englischsprachigen Raum als „Geoklassik“ bekannte und auf Henry George zurückgehende Denkrichtung „wohl wie kein anderer (akademischer) Ökonom weiterentwickelt und geprägt“.

## Publikationen (Auswahl)
- Mason Gaffney: Concepts of financial maturity of timber and other assets. North Carolina State College, Raleigh 1957.
- Mason Gaffney: Extractive Resources and Taxation: Proceedings. University of Wisconsin Press, Madison 1967.
- Mason Gaffney, Alaska Dept. of Natural Resources, Alaska Legislature Interim Committee on Oil and Gas Taxation and Leasing Policy: Oil and gas leasing policy: alternatives for Alaska in 1977: a report. 1977.
- Mason Gaffney: Land as a Distinctive Factor of Production. In: Nicholas Tideman (Hrsg.): Land and Taxation. Shepheard-Walwyn, London 1994 (masongaffney.org [PDF]).
- Mason Gaffney: What price water marketing?: California's new frontier. In: The American Journal of Economics and Sociology. Band 56, 1997, S. 475–520.
- Mason Gaffney, Fred Harrison, Kris Feder: The Corruption of Economics. Shepheard-Walwyn, London 1994, ISBN 0-85683-160-3.
- Mason Gaffney: The Hidden taxable capacity of land: enough and to spare. In: International Journal of Social Economics. Band 36, Nr. 4, doi:10.1108/03068290910947930.
- Dirk Löhr, Fred Harrison (Hrsg.): Das Ende der Rentenökonomie – Wie wir globale Wohlfahrt herstellen und eine nachhaltige Zukunft bauen können. Metropolis, 2017, ISBN 978-3-7316-1226-1. (Mason Gaffney gewidmet)